# Et les hippopotames ont bouilli vifs dans leurs piscines
Et les hippopotames ont bouilli vifs dans leurs piscines (titre original en anglais : And the Hippos Were Boiled in Their Tanks) est un roman de Jack Kerouac et William Burroughs, écrit en 1945, paru pour la première fois le 1er novembre 2008 aux éditions Grove Press. 
Le titre du roman a pour origine un incendie survenu dans un zoo de Londres, relaté par une radio qu’écoutaient les auteurs. James W. Grauerholz, auteur de la postface, suppose que l'on parlait à cet instant de l'incendie du Cirque Barnum & Bailey, le cirque des frères Ringling, le 6 juillet 1944, à Hartford dans l'État du Connecticut, incendie spectaculaire qui mit le chapiteau en cendres en 6 minutes, faisant 165 victimes.

## Genèse du roman
L'action se situe un an après Docteur Sax. Jack Kerouac et William S. Burroughs écrivent en 1945 à quatre mains une histoire autobiographique sous les pseudonymes respectifs de Mike Ryko et Will Dennison et sous les pseudonymes d'auteurs de John Kerouac et William Lee, relatant un meurtre par l'un des leurs amis, dont ils obtiennent l'aveu, et pour lequel aucun ne se décide à avertir la police. Le roman s’inspire d’une histoire vraie. En 1944, un ami des auteurs, Lucien Carr, poignarde à mort un prétendant, David Eames Kammerrer, professeur de gymnastique, au cours d’une bagarre après s'être enivrés. Lucien Carr se confie alors à William S. Burroughs, puis à Jack Kerouac mais aucun des deux n’alerte la police. Lucien s'est toujours opposé à des publications traitant de ce sujet. Kerouac finit par intégrer Et les Hippopotames ont bouilli vifs dans leurs piscines aux derniers chapitres de Vanité de Duluoz, et il servit de matériau à plusieurs reprises à William Burroughs. Le livre est composé de 18 chapitres écrits en alternance par chaque auteur. Burroughs voulait utiliser le pseudonyme de William Lee, pseudonyme qu'il reprendra plus tard pour son premier livre publié, Junky. Il donne finalement voix au personnage de Will Dennison, tandis que Kerouac fait parler Mike Ryko.

## Résumé
En 1944, à Manhattan, Mike propose à son ami Philip Tourian (Phil : 17 ans, moitié turc moitié américain) de s'engager dans la Marine marchande. Phil accepte par goût de l'aventure ; utilisant ce prétexte également pour échapper aux avances de son prétendant homosexuel, Ramsey Allen (Al : près de 40 ans, qui se dit de famille américaine assez aisée)[style à revoir]. Les deux amis projettent de voyager en France, en Europe, où la Seconde Guerre mondiale touche à sa fin.

## Personnages
Kerouac s'est souvent inspiré de sa famille et ses amis pour ses personnages,.
| Nom réel                                     | Nom fictif                  |
| -------------------------------------------- | --------------------------- |
| Jack Kerouac                                 | Mike Ryko                   |
| William S. Burroughs                         | Will Dennison               |
| Lucien Carr                                  | Phillip Tourian             |
| Dave Kammerer                                | Ramsay Allen, ou Al         |
| Edie Parker                                  | Janie                       |
| Celine Young                                 | Barbara « Babs » Bennington |
| John Kingsland                               | James Cathcart              |
| Russell Carr, père de Lucien Carr            | Mr Tourian                  |
| Marion Carr, mère de Lucien Carr             | Mrs Tourian                 |
| Godfrey S. Rockefeller, oncle de Lucien Carr | L'oncle de Phillip Tourian  |
| Chandler Brossard                            | Chris Rivers                |
| Neal Spollen                                 | Hugh Maddox                 |
| Ruth Louise McMahon                          | Agnes O'Rourke              |
| Donna Leonard                                | Della                       |
| Teresa Willard                               | Bunny                       |
| Patricia Goode Harrison                      | Jane Bole                   |
| Thomas F. Healy                              | Tom Sullivan                |
| « Hoagy » Norman ou Norton                   | Danny Borman                |
| Joe Gould                                    | Joe Gould                   |

## Commentaires
S’inspirant d’un fait divers tragique dans lequel ils ont été impliqués, les auteurs relatent à deux voix les jours qui ont précédé le drame. William Burroughs a romancé les racines de Lucien Carr pour le rendre méconnaissable dans les pages du roman.
La publication tardive du livre s’explique en partie par la réticence des éditeurs de l’époque et par la volonté des auteurs et de leurs proches de ne pas nuire à Lucien Carr, sorti de prison au bout de deux ans et devenu une personnalité respectée. La parution a lieu après sa mort en 2005,. En octobre 1967, Jack Kerouac est interviewé par Aram Saroyan, Duncan McNaughton et Ted Berrigan à Lowell, dans l'État du Massachusetts, ville natale de Jack. Ils questionnent Jack pour le compte du journal The Paris Review, et Jack déclare que Et les hippopotames ont bouilli vifs dans leurs piscines est une seconde version d'Avant la route ; le livre fut refusé par Simon & Schuster. À l'été 1945, Jack retravaille toujours le texte du roman, l'appelant tour-à-tour The Philip Tourian Story, Ryko/Tourian Story et I wish I were you.
Le conflit entre Lucien Carr et David Kammerrer trouve son origine dès la rencontre de Lucien, qui a alors 14 ans, et David, qui en a 25, à Saint-Louis dans l'Ėtat du Missouri en 1936. L'amitié entre le jeune homme et l'adolescent dure, mais David est homosexuel, et Lucien bisexuel qui refuse ses avances : exaspéré après une soirée et une nuit passées à boire, ivre, Lucien assassine David de deux coups de couteau dans la poitrine dans le parc Riverside au matin du 14 août 1944. Il leste le corps de pierres et le jette dans l'Hudson. Marqué, William entame une psychanalyse, prend des vacances et retourne se reposer à Saint-Louis chez ses parents jusqu'en octobre : son métier dans la pègre est un métier de pression, et c'est là que démarrent les addictions et le combat de toute sa vie - de cures de désintoxication en rechutes jusqu'à son traitement à la méthadone.